# Petroniu Florea
Petroniu Florea, pe numele laic Petru Florea, (n. 30 noiembrie 1965, Târgu Mureș, România) este un cleric ortodox român, ales în data de 5 martie 2008 episcop al nou înființatei Episcopii a Sǎlajului, cu sediul la Zalău, demis din funcție de Sfântul Sinod al Bisericii Ortodoxe Române în data de 6 februarie 2025, în urma unui scandal de corupție.

## Biografie
Petru Florea s-a născut în orașul Târgu Mureș, din părinții Traian Florea și Fira Florea. Cursurile școlii primare, gimnaziul și prima treaptă de liceu le-a urmat în Tg. Mureș. Între anii 1983-1988 a fost elev al Seminarului Teologic Ortodox din Cluj. 
În iulie 1988 a dat examen de admitere la Institutul Teologic Ortodox din Sibiu și a fost declarat admis. În anul universitar 1989-1990 a urmat cursurile anului I ale Institutului Teologic Ortodox din Sibiu. În octombrie 1990 s-a transferat la Facultatea de Teologie Ortodoxă din Cluj-Napoca (nou înființată), pe care a absolvit-o în iunie 1993. Ca student a participat în februarie 1991 la cea de-a 7-a adunare generală a Consiliului Ecumenic al Bisericilor, la Canberra (Australia), fiind reprezentantul studenților Facultății de Teologie Ortodoxă din Cluj-Napoca și membru al delegației Bisericii Ortodoxe Române. Tema generală a acestei adunări a fost: „Come, Holy Spirit - renew the whole creation” (Vino, Sfinte Duh - reînnoiește întreaga creație). 
La întoarcerea din Australia a prezentat pe scurt lucrările celei de a 7-a adunări generale a Consiliului Ecumenic al Bisericilor, în articolul: „Vino, Sfinte Duh”, publicat în cotidianul mureșan «Cuvântul liber», din 25 aprilie 1991. Tot ca student a publicat articolul: „De la Eden la Paradis”, în revista «Logos» a Facultății de Teologie Ortodoxă din Cluj-Napoca, nr. 1/1991. Teza de licență cu titlul: „Moise la interferența realității istorice și a reflecțiilor patristice” a susținut-o în sesiunea iunie 1993, obținând nota 10, iar ca medie generală a celor patru ani de facultate a avut 9,67. 
În anul universitar 1993-1994 a urmat cursuri de greacă modernă, în cadrul secției de Filologie, a Facultății de Filozofie din Universitatea Aristotel din Tesalonic (Grecia), pe care le-a absolvit cu calificativul „excepțional”. Între iunie 1994-decembrie 1998 a fost doctorand al Facultății de Teologie Ortodoxă din Tesalonic (Grecia). În urma experiențelor de misionar în Orientul Îndepărtat, a publicat articolul: „India: Sharing is divine”, în revista americană «Orthodox Christian Mission Center», nr. 2/1994. La data de 15 decembrie 1998 și-a susținut teza de doctorat cu titlul: „Literatura patrologică românească în secolul XX”, la Facultatea de Teologie Ortodoxă din Tesalonic, obținând calificativul „excepțional”. La 15 ianuarie 1999 a depus jurământul de Doctor în teologie, la Facultatea de Teologie Ortodoxă din Tesalonic. 
La 4 februarie 1999 a dat examen și a fost admis ca preparator la disciplinele: Catehetică, Omiletică și Practică Pedagogică, la Facultatea de Teologie Ortodoxă din Alba Iulia. Este hirotonit ca diacon la 10 aprilie 1999, iar a doua zi este hirotonit preot celibatar, pe seama Catedralei arhiepiscopale din Alba Iulia. În vara anului 1999 a predat la Calcutta, în India, cursuri aprofundate de teologie ortodoxă, preoților ortodocși din Bengalul de Vest. Apoi, la 27 iunie 2000, a fost tuns în monahism de către IPS Arhiepiscop Andrei Andreicuț de Alba Iulia, fiind închinoviat la Catedrala arhiepiscopală din Alba Iulia, care are regim de mănăstire, schimbându-i-se numele din Petru în Petroniu.

### Arhiereu de Oradea
În sesiunea de lucru din 12 septembrie 2000, Sfântul Sinod al Bisericii Ortodoxe Române l-a ales ca arhiereu-vicar al Eparhiei Oradiei cu titlul de "Sălăjanul".  
La data de 1 octombrie 2000 a fost hirotonit și instalat ca arhiereu-vicar al Eparhiei Oradiei, cu titulatura de "Sălăjanul" în Biserica cu Lună din Oradea. 
În anul 2001 Ministerul Educației Naționale din România i-a echivalat diploma de Doctor în teologie. În luna septembrie 2002 a participat la cel de-al treilea congres internațional organizat de Patriarhia Ecumenică în insula Leros (Grecia), cu tema: „Ορθοδοξία και οικουμένη” (Ortodoxia și lumea). Din toamna anului 2002 este lector asociat la Facultatea de Teologie Ortodoxă din cadrul Universității din Oradea și predă disciplina „Formare duhovnicească”. 
A predat cursuri de formare duhovnicească la Facultatea de Teologie Ortodoxă din Oradea (2002-2005). 
Între noiembrie 2003 și octombrie 2008 a fost reprezentantul Sfântului Sinod al Bisericii Ortodoxe Române în Comisia Mixtă Internațională de Dialog Teologic Ortodox-Catolic, iar între noiembrie 2005 – octombrie 2008 a fost membru în Comitetul Coordonator al acestei Comisii. În anul 2006 a reprezentat BOR la sesiunea de la Belgrad a Comisiei Mixte de Dialog Teologic Catolic-Ortodox. 

### Episcop la Zalău
Pe data de 5 martie 2008 a fost ales episcop titular la nou-înființata Episcopie Ortodoxă a Sălajului și întronizat la Zalău în 13 aprilie 2008. A organizat noua eparhie și a înălțat o reședință nouă pentru aceasta.
Ca ierarh a efectuat vizite pastorale, misionare și ecumenice în diverse țări ale lumii, precum: Africa de Sud, Armenia, Australia, Austria, Belgia, Cipru,  Egipt, Estonia, Finlanda, Franța, Georgia, Germania, Grecia, Guatemala, Iordania, Irak, Iran, Israel, Italia, Madagascar, Mexic, Noua Zeelandă, Palestina, Portugalia, Serbia, Spania, Statele Unite ale Americii, Suedia, Turcia și Ungaria.

## Controverse
În decembrie 2024, Petroniu Florea a fost suspendat din funcția de episcop al Sălajului, la cerere, de către Sinodul Mitropoliei Clujului, Maramureșului și Sălajului. Suspendarea a survenit în urma unui scandal de corupție ce a vizat Episcopia Sălajului, în contextul în care fostul vicar al episcopiei a fost acuzat de delapidarea sumei de aproximativ 3.000.000 de lei din conturile instituției, în perioada 2020-2024.
Conform Parchetului de pe lângă Tribunalul Sălaj, vicarul a fost pus sub acuzare pentru delapidare cu consecințe deosebit de grave și fals în înscrisuri sub semnătură privată. Avocatul acestuia a lansat acuzații conform cărora o parte din fondurile delapidate ar fi fost utilizate în beneficiul episcopului. Sinodul Mitropolitan a decis ca Episcopia Sălajului să fie suplinită temporar de Andrei Andreicuț, mitropolitul Clujului, Maramureșului și Sălajului, până la clarificarea situației.

## Lucrări publicate și alte realizări

### a. Volume
1. Opera exegetică a Sfântului Maxim Mărturisitorul, Editura Academos, Târgu-Mureș, 1998, 160 p.[9]
2. Virtuțile la Părinții Filocalici, Editura Universității din Oradea, 2001, 329 p.[10]
3. Icoana ortodoxă, Editura Episcopiei Ortodoxe Române a Oradiei, Bihorului și Sălajului, 2002, 259 p.[11]
4. Calea mântuirii, Editura Episcop Nicolae Popovici, Oradea, 2003, 278 p.[12]
5. Cuvintele Domnului, Editura Episcop Nicolae Popovici, Oradea, 2004, 313 p.[13]
6. Aleșii lui Dumnezeu, Editura Episcop Nicolae Popovici, Oradea, 2005, 245 p.
7. Merinde pentru suflet, Editura Episcop Nicolae Popovici, Oradea, 2006, 337 p.
8. Nestemate din comoara credinței, Editura Episcop Nicolae Popovici, Oradea, 2007, 301 p.
9. Cuvintele Apostolilor, Editura Episcop Nicolae Popovici, Oradea, 2008, 281 p.
10. Episcopia Sălajului – începuturi, Editura Episcopiei Sălajului „Credință și viață în Hristos”, Zalău, 2014, 347 p.
11. Cuvintele vieții, Editura Episcopiei Sălajului „Credință și viață în Hristos”, Zalău, 2014, 259 p. (Cartea a fost premiată la „Gala Culturii Sălăjene” din Zalău, la 21 februarie 2015).
12. Literatura Patrologică Românească în secolul XX, Editura Episcopiei Sălajului „Credință și viață în Hristos”, Zalău, 2015, trei volume (volumul I, 324 p., volumul II, 332 p., volumul III, 384 p.).
13. „Împărăția Mea nu este din lumea aceasta”, Editura Episcopiei Sălajului „Credință și viață în Hristos”, Zalău, 2016, două volume (volumul I, 324 p., volumul II, 408 p.).
14. „Tinere, dă-Mi inima ta”, Editura Episcopiei Sălajului „Credință și viață în Hristos”, Zalău, 2017, 533 p.
15. Casnicii lui Dumnezeu, Editura Episcopiei Sălajului „Credință și viață în Hristos”, Zalău, 2017, 404 p.
16. Episcopia Sălajului: primele pastorale, Editura Episcopiei Sălajului „Credință și viață în Hristos”, Zalău, 2017, 300 p.
17. Mari sfinți români, Editura Episcopiei Sălajului „Credință și viață în Hristos”, Zalău, 2018, două volume (volumul I, 399 p., volumul II, 331 p).
18. Teologie sistematică și Istorie bisericească, Editura Episcopiei Sălajului „Credință și viață în Hristos”, Zalău, 2019, 359 p.
19. Pildele Domnului Iisus Hristos, Editura Episcopiei Sălajului „Credință și viață în Hristos”, Zalău, 2020, două volume (volumul I, 336 p., volumul II, 388 p.).
20. Dumnezeu și îngerii în viziunea Sfinților Părinți, Editura Episcopiei Sălajului „Credință și viață în Hristos”, Zalău, 2021, 447 p.
21. Îngerii căzuți și căderea oamenilor în păcat, Editura Episcopiei Sălajului „Credință și viață în Hristos”, Zalău, 2021, 495 p.
22. Călăuză duhovnicească pentru creștinul zilelor noastre, Editura Episcopiei Sălajului „Credință și viață în Hristos”, Zalău, 2022, 383 p.
23. Cuvântări la sărbători și cu alte ocazii, Editura Episcopiei Sălajului „Credință și viață în Hristos”, Zalău, 2022, două volume (volumul I, 479 p., volumul II, 372 p.).
24. Omilii la duminici, Editura Episcopiei Sălajului „Credință și viață în Hristos”, Zalău, 2023, trei volume (volumul I, 471 p., volumul II, 432 p., volumul III, 424 p.).

### b. Volume coordonate
Începând cu anul 2008 sub îndrumarea și coordonarea sa a apărut, la Editura Episcopiei Sălajului, Anuarul Episcopiei Sălajului cu titlul: Credință și Viață în Hristos.

## Distincții
La data de 4 iunie 2000 a primit distincția de Iconom stavrofor.
La data de 27 iunie 2000 a fost ridicat la rangul de protosinghel.
Este hirotesit ca arhimandrit la 14 septembrie 2000 de arhiepiscopul Andrei Andreicuț de Alba Iulia.
La 5 mai 2012 i se conferă titlul de Senator de onoare al Universității de Vest „Vasile Goldiș” din Arad